# Bambama
Bambama est une ville de la République du Congo, située au sud-ouest dans le département de la Lékoumou. Elle est le chef-lieu du district de Bambama.